# Aruba op de Olympische Spelen
Aruba, een afhankelijk land binnen het Koninkrijk der Nederlanden, vormt een van de NOC's die deelneemt aan de Olympische Spelen.
In 2020 nam Aruba voor de negende keer deel aan de Zomerspelen. Aan de Winterspelen werd nog nooit deelgenomen. Het won nog nooit een medaille op de Olympische Spelen.

## Medailles en deelnames
De tabel geeft een overzicht van de jaren waarin werd deelgenomen, het aantal gewonnen medailles en de eventuele plaats in het medailleklassement.
| Jaar   | Goud · | Zilver · | Brons · | Totaal | Rang |
| 1988   | 0      | 0        | 0       | 0      | -    |
| 1992   | 0      | 0        | 0       | 0      | -    |
| 1996   | 0      | 0        | 0       | 0      | -    |
| 2000   | 0      | 0        | 0       | 0      | -    |
| 2004   | 0      | 0        | 0       | 0      | -    |
| 2008   | 0      | 0        | 0       | 0      | -    |
| 2012   | 0      | 0        | 0       | 0      | -    |
| 2016   | 0      | 0        | 0       | 0      | -    |
| 2020   | 0      | 0        | 0       | 0      | -    |
| 2024   | 0      | 0        | 0       | 0      | -    |
| Totaal | 0      | 0        | 0       | 0      | -    |

### Sporten en deelnemers
Op de negen edities werd er in elf sportdisciplines een of meerdere keren deelgenomen. In totaal 33 deelnemers (22 mannen en elf vrouwen) namen ten minste eenmaal deel. Cornelia Melis (atletiek, 1988, 1992), Lucien Dirksz (wielrennen, 1992, 1996), Isnardo Faro (gewichtheffen, 1996, 2004), Davy Blisslik en Roshendra Vrolijk (zwemmen, 2000, 2004), Jayme Mata (judo, 2012, 2016) Mikel Schreuders (zwemmen 2016, 2020) en Allyson Ponson (zwemmen 2016, 2020) zijn de deelnemers die tweemaal deelnamen.
| Sport            |        | Editie's                           | Deelnemers | Deelnemers |
| Sport            | 0M     | Editie's                           | 0V         |            |
| ---------------- | ------ | ---------------------------------- | ---------- | ---------- |
| Atletiek         | 5x     | 1988, 1992, 1996, 2000, 2004       | 004        | 003        |
| Boksen           | 1x     | 1988                               | 002        |            |
| Gewichtheffen    | 3x     | 1996, 2004, 2012                   | 002        |            |
| Judo             | 5x     | 1988, 2000, 2008, 2012, 2016       | 004        |            |
| Schermen         | 1x     | 1988                               | 001        |            |
| Schietsport      | 1x     | 2020                               | 001        |            |
| Synchroonzwemmen | 1x     | 1988                               |            | 002        |
| Taekwondo        | 1x     | 2016                               |            | 001        |
| Wielrennen       | 2x     | 1992, 1996                         | 002        |            |
| Zeilen           | 2x     | 1992, 2016                         | 002        | 002        |
| Zwemmen          | 6x     | 2000, 2004, 2008, 2012, 2016, 2020 | 004        | 003        |
| Totaal           | Totaal | Totaal                             | 22         | 11         |

Afghanistan · Albanië · Algerije · Amerikaans-Samoa · Amerikaanse Maagdeneilanden · Andorra · Angola · Antigua en Barbuda · Argentinië · Armenië · Aruba · Australië · Azerbeidzjan · Bahama's · Bahrein · Bangladesh · Barbados · België · Belize · Benin · Bermuda · Bhutan · Bolivia · Bosnië en Herzegovina · Botswana · Brazilië · Britse Maagdeneilanden · Brunei · Bulgarije · Burkina Faso · Burundi · Cambodja · Canada · Centraal-Afrikaanse Republiek · Chili · China · Chinees Taipei · Colombia · Comoren · Congo-Brazzaville · Congo-Kinshasa · Cookeilanden · Costa Rica · Cuba · Cyprus · Denemarken · Djibouti · Dominica · Dominicaanse Republiek · Duitsland · Ecuador · Egypte · El Salvador · Equatoriaal-Guinea · Eritrea · Estland · Ethiopië · Fiji · Filipijnen · Finland · Frankrijk · Gabon · Gambia · Georgië · Ghana · Grenada · Griekenland · Groot-Brittannië · Guam · Guatemala · Guinee · Guinee-Bissau · Guyana · Haïti · Honduras · Hongarije · Hongkong · Ierland · IJsland · India · Indonesië · Irak · Iran · Israël · Italië · Ivoorkust · Jamaica · Japan · Jemen · Jordanië · Kaaimaneilanden · Kaapverdië · Kameroen · Kazachstan · Kenia · Kirgizië · Kiribati · Koeweit · Kosovo · Kroatië · Laos · Lesotho · Letland · Libanon · Liberia · Libië · Liechtenstein · Litouwen · Luxemburg · Madagaskar · Malawi · Malediven · Maleisië · Mali · Malta · Marokko · Marshalleilanden · Mauritanië · Mauritius · Mexico · Micronesië · Moldavië · Monaco · Mongolië · Montenegro · Mozambique · Myanmar · Namibië · Nauru · Nederland · Nepal · Nicaragua · Nieuw-Zeeland · Niger · Nigeria · Noord-Korea · Noord-Macedonië · Noorwegen · Oeganda · Oekraïne · Oezbekistan · Oman · Oost-Timor · Oostenrijk · Pakistan · Palau · Palestina · Panama · Papoea-Nieuw-Guinea · Paraguay · Peru · Polen · Portugal · Puerto Rico · Qatar · Roemenië · Rusland · Rwanda · Saint Kitts en Nevis · Saint Lucia · Saint Vincent en de Grenadines · Salomonseilanden · Samoa · San Marino · Saoedi-Arabië · Sao Tomé en Principe · Senegal · Servië · Seychellen · Sierra Leone · Singapore · Slovenië · Slowakije · Somalië · Spanje · Sri Lanka · Soedan · Suriname · Swaziland · Syrië · Tadzjikistan · Tanzania · Thailand · Togo · Tonga · Trinidad en Tobago · Tsjaad · Tsjechië · Tunesië · Turkije · Turkmenistan · Tuvalu · Uruguay · Vanuatu · Venezuela · Verenigde Arabische Emiraten · Verenigde Staten · Vietnam · Wit-Rusland · Zambia · Zimbabwe · Zuid-Afrika · Zuid-Korea · Zuid-Soedan · Zweden · Zwitserland
Historische landen: Bohemen · Bondsrepubliek Duitsland · Brits-Indië · Duitse Democratische Republiek · Joegoslavië · Malaya · Nederlandse Antillen · Noord-Borneo · Noord-Jemen · Saarland · Servië en Montenegro · Sovjet-Unie · Tsjecho-Slowakije · West-Indische Federatie · Zuid-Jemen
Bijzondere deelnames: Onafhankelijke olympische atleten · Vluchtelingenteam 
 Australazië · Duits Eenheidsteam · Gemengd team · Gezamenlijk Team